# Ficoll
Il Ficoll è un copolimero sintetico ramificato di alto peso molecolare, molto idrosolubile, sintetizzato a partire da saccarosio e epicloridrina. Ficoll è un marchio registrato dalla GE Healthcare.
Il raggio di singole molecole di Ficoll raggiunge i 2-7 nm; le soluzioni ottenute sciogliendo il polimero in acqua sono caratterizzate da una densità massima raggiungibile vicino a 1,17 g/cm³ , alta viscosità e bassa pressione osmotica, utilizzate per preparare gradienti di densità per la separazione cellulare.